# Бани Махмуд-паши
Бани Махмуд-паши (тур. Mahmutpaşa Hamamı) — исторический османский хаммам в Стамбуле (Турция), возведённый по распоряжению Махмуд-паши, великого визиря во время правления султана Мехмеда II. Они были построены в 1466 году и таким образом являются одним из старейших сохранившихся банных сооружений в городе. Хаммам был частью комплекса мечети Махмуд-паши, расположенной к северо-востоку от Большого базара. Со временем он пришёл в упадок, в XX веке реконструирован и ныне служит местным торговым центром.

## История
Хаммам является частью кюллие (религиозного и благотворительного комплекса), основанного Махмуд-пашой, великим визирем османского султана Мехмеда II. Строительство мечети Махмуд-паши, основной части этого комплекса, было завершено в 1464 году, что делает его одним из самых ранних османских архитектурных комплексов в Стамбуле. Вакуф мечети и связанных с ней благотворительных зданий был довольно обширным, охватывавшим множество различных зданий по всему окружающему району. Из этого можно сделать вывод, что Мехмед II, вероятно, возложил на Махмуду-пашу дело развития этого района, располагавшегося рядом с деловым центром города, к востоку и северу от местности, на которой вскоре вырастит Большой базар.
Бани Махмуд-паши, расположенные к северо-западу от мечети, был построены в 1466 году, что делает их старейшим хаммамом в Стамбуле после бань Тахтакале, возведённых чуть ранее. Бани Махмуд-паши пострадали от пожара в 1755 году и были подвергнуты реставрации в 1953 году. Какое-то время здание хаммама служило складом, а ныне в нём размещается торговый центр.

## Архитектура
Архитектура и планировка бань Махмуд-паши очень схожи с архитектурой и планировкой бань Тахтакале, построенными Мехмедом II чуть ранее. Изначально бани Махмуд-паши представляли собой двойной хаммам, с отдельными, но смежными отделениями для мужчин и женщин. Однако впоследствии женская часть была снесена, чтобы освободить место для другого торгового строения. Оставшаяся часть включает в себя большое куполообразное помещение у входа, которое первоначально служило джамеканом (предбанником), за которым следуют ещё две куполообразные парилки: тёплая и горячая комнаты. Купол джамекана, самый большой во всём комплексе Махмуд-паши, имеет 17 метров в диаметре и украшен тромпами в виде мукарн по углам. Купол теплой комнаты богато декорирован резьбой, ему предшествует ребристый или гребешковый полукупол, являющийся самым ранним сохранившимся примером полукупола в Стамбуле. Горячая комната — восьмиугольная, покрытая ещё одним куполом и имеющая четыре айвана или ниши в стенах, которые можно использовать для индивидуальных процедур. В центре же комнаты находилась большая восьмиугольная платформа гёбекташи, где посетителям делали массаж. С северной и южной стороны хаммама располагались три небольшие куполообразные комнаты, использовавшиеся для персонального обслуживания

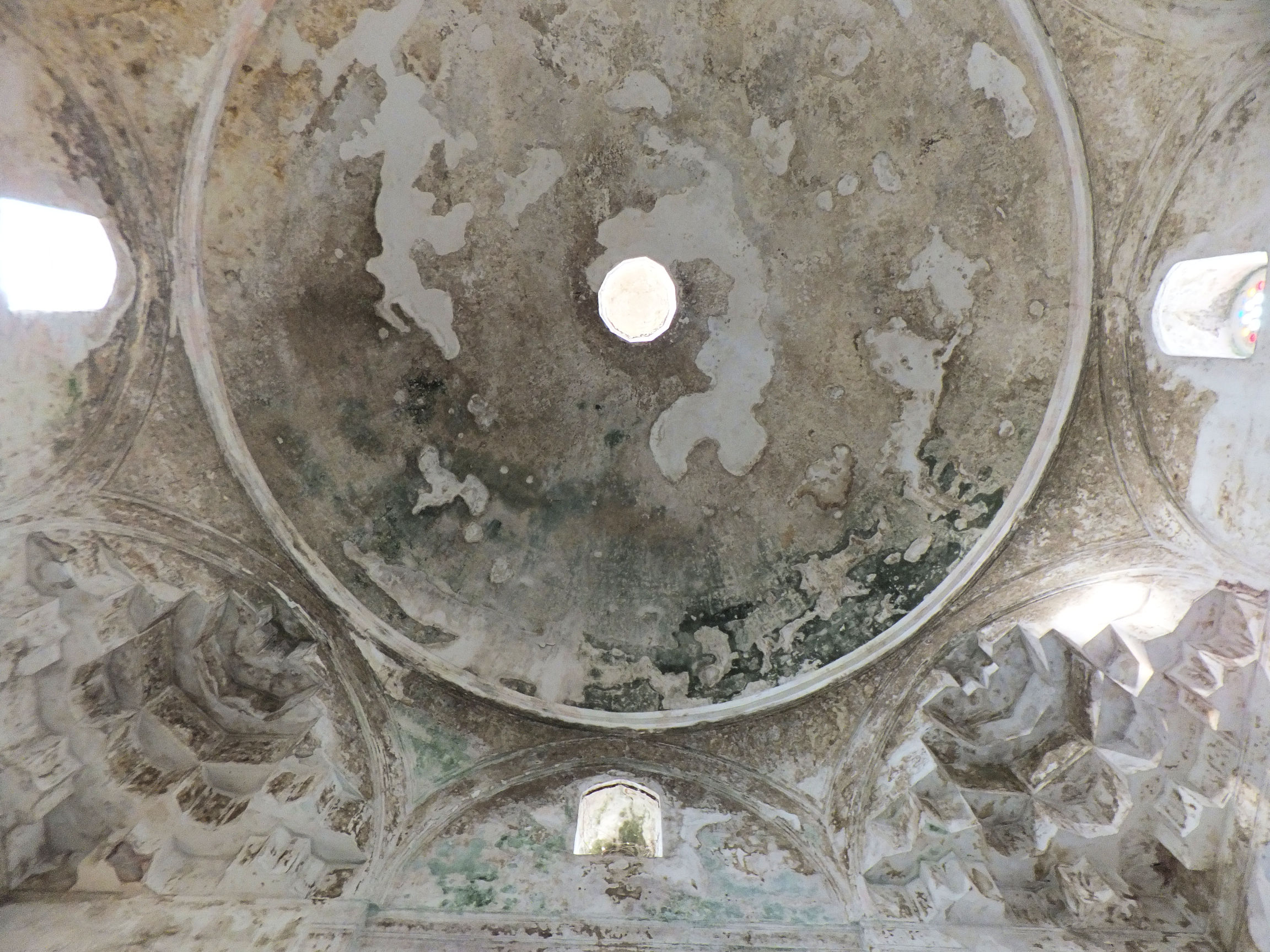
Купол джамекана
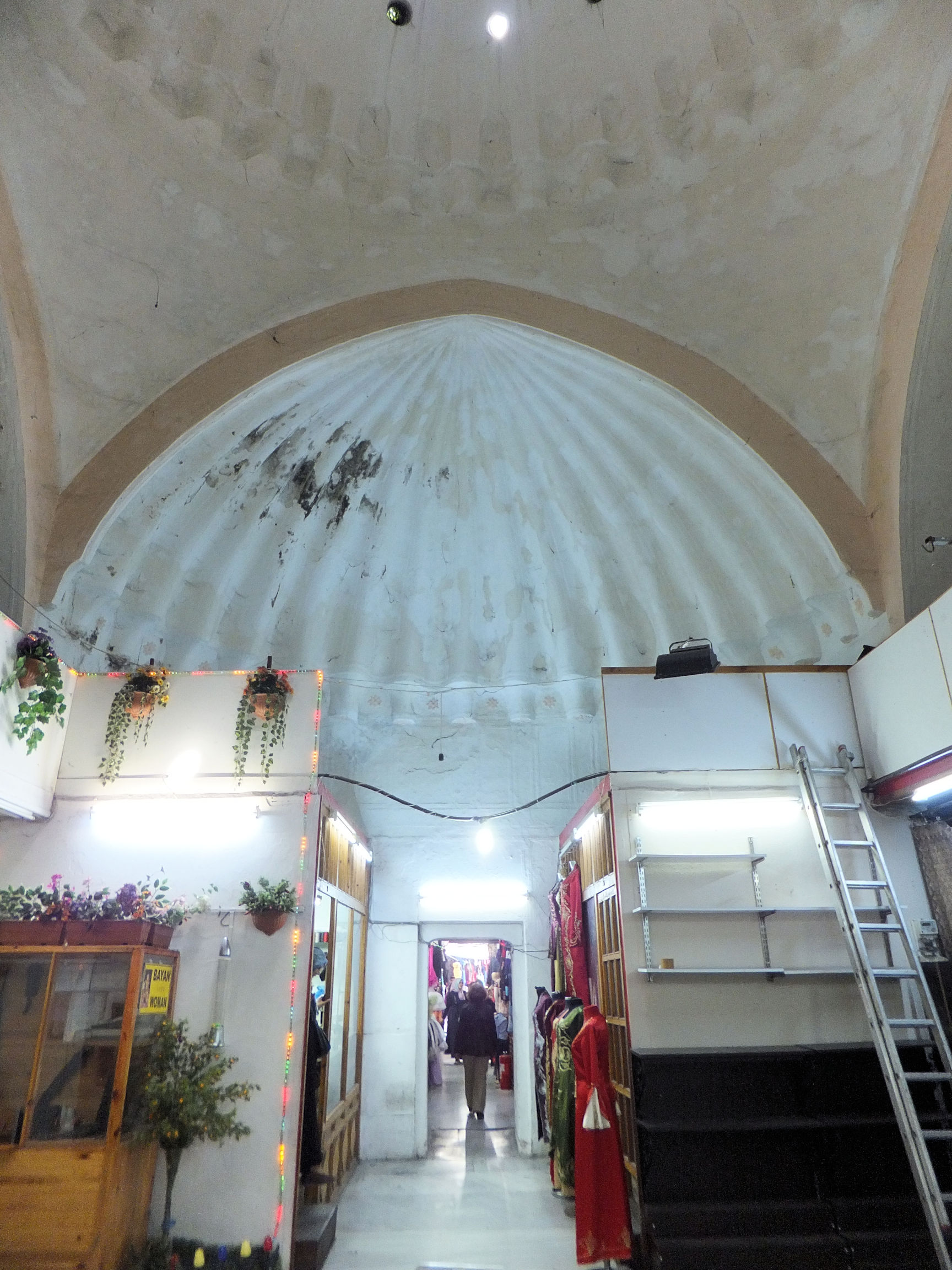
Полукупол тёплой комнаты
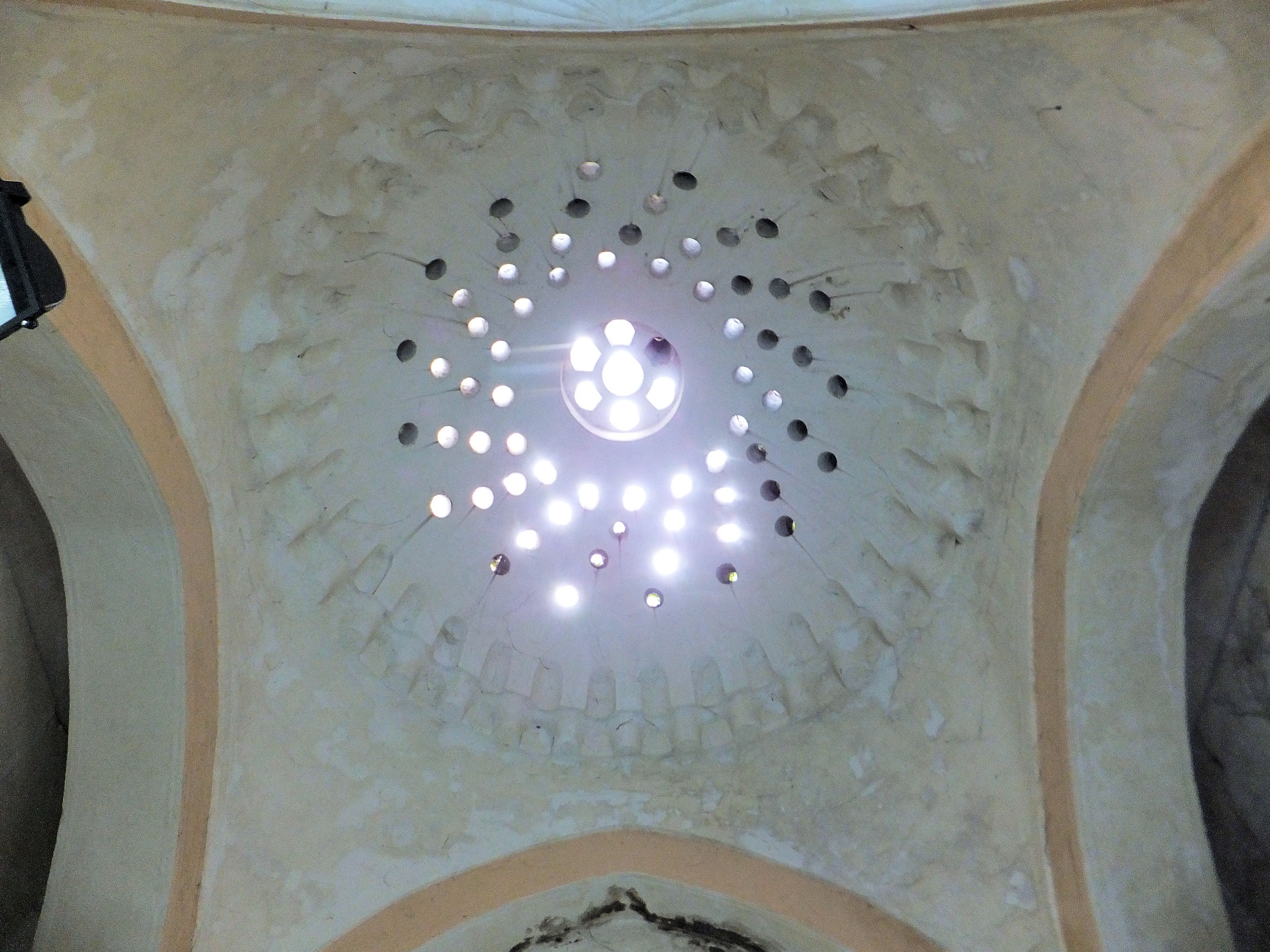
Главный купол тёплой комнаты